# 倍耐力大樓遭撞事件
2002年4月18日，米蘭當地時間17時48分，一架羅克韋爾指揮官112型小型飛機撞擊米蘭倍耐力大樓高樓層，而撞樓動機仍未查明。飛行員與大樓內2人在事件中死亡，樓內及地面的60人受傷。由於數月前發生的九一一袭击事件餘波未平，這場撞樓事件引發了對恐怖襲擊的擔憂，世界股市因此受挫。 

## 事件經過
HB-NCX號飛機由65歲的路易基·法蘇洛（Luigi Fasulo）駕駛，從瑞士馬加蒂諾機場起飛。其後，飛機飛越米蘭上空時，飛行員與連尼治機場塔台通話，稱飛機起落架出現故障，塔台隨即指示該機緊急降落，但飛行員突然離開，另一架飛機的飛行員喊道“不，他們讓你降落，而不是讓我降落！”幾分鐘後即17時48分，飛機撞入倍耐力大樓的第24和25層。
撞擊引發的振動使得周邊商鋪的窗戶破裂，倍耐力大樓周圍飛機碎片與碎玻璃散落一地。飛行員與樓內兩名律師死亡。
30至40人因受傷被送往醫院。撞樓事件後不久，倍耐力大樓附近的米兰中央车站、地鐵站以及連尼治機場全部關閉。米蘭股票交易所也當即停止交易。

## 原因調查及爭議
事後，意大利官員開始對此事進行調查。撞樓事件的原因無法完全確認，但最有可能的原因是意外事故或是自殺行為。飛行員是此前一起詐騙案的受害者，該案使他近乎破產，因此存在自殺的可能性。
而意大利下院議長佩拉認為此事件為自殺攻擊行為，再加上基地組織在意大利活動猖獗，該事件的恐怖襲擊說亦盛行一時。

## 事後影響
由於此事件發生於九一一袭击事件後數月，美國和歐洲的股市暴跌，米蘭的貿易亦一度中止。但調查結論顯示此事件並非恐怖襲擊，恐慌情緒因此減輕。